# 10 декември
10 декември е 344-тият ден в годината според григорианския календар (345-и през високосна година). Остават 21 дни до края на годината.

## Събития
- 1520 г. – Религиозният реформатор Мартин Лутер публично изгаря папската була.
- 1768 г. – В Англия е основано Британско кралско научно дружество (Royal Society).
- 1799 г. – Франция става първата страна в света, която въвежда метричната система, основана на метъра и килограма.
- 1817 г. – Мисисипи става 20-ият американски щат.
- 1845 г. – Британският инженер Робърт Уилям Томсън патентова пневматичната гума.

- 1848 г. – Първите президентски избори във Франция са спечелени от племенника на Наполеон Бонапарт – Луи Наполеон Бонапарт.
- 1868 г. – В Лондон заработва първият в света уличен светофар.
- 1869 г. – В щата Уайоминг жените получават право да гласуват.
- 1877 г. – Руско-турска война (1877–1878): Битка при Плевен: Руските войски превземат Плевен след 3-месечна обсада.
- 1878 г. – Основана е Националната библиотека „Св. св. Кирил и Методий“ в София.
- 1880 г. – Съставено е четвъртото правителство на България, начело с Петко Каравелов.
- 1898 г. – В резултат на договор между САЩ и Испания, Куба става независима държава.
- 1900 г. – Съставено е двадесетото правителство на България, начело с Тодор Иванчов.
- 1901 г. – Раздадени са първите Нобелови награди: за физика – на Вилхелм Рьонтген; за химия – на Якоб Вант-Гоф; за физиология или медицина – на Емил Беринг; за литература – на Рене Сюли Прюдом; за мир – на Фредерик Паси и Жан Анри Дюнан.
- 1906 г. – Американският президент Теодор Рузвелт спечелва Нобелова награда за мир и става първият американец спечелил Нобелова награда.
- 1915 г. – Българската армия пресича Дрим в хода на ПСВ и навлиза в албанските земи.
- 1921 г. – В СССР е извършена денационализация на дребните предприятия – до 10 наети работници.
- 1941 г. – Втората световна война: Японската армия унищожава 2 британски военни кораба, загиват около 800 моряци.
- 1941 г. – Втората световна война: Японската армия завладява американския остров Гуам.
- 1943 г. – Втората световна война: Трета бомбардировка на София от британско-американската авиация.
- 1945 г. – Правителството на САЩ дава съгласие за изграждане на главна резиденция на ООН в Ню Йорк.
- 1947 г. – Шестото велико народно събрание избира Георги Димитров за министър-председател и му възлага да състави правителство на Отечествения фронт.
- 1948 г. – Общото събрание на ООН приема Всеобща декларация за правата на човека.
- 1956 г. – Философът Тодор Павлов е преизбран за председател на БАН.
- 1964 г. – Френският писател Жан-Пол Сартър отказва да приеме присъдената му Нобелова награда за литература като израз на пацифистките си убеждения и против откритието на Алфред Нобел.
- 1975 г. – Активистът Андрей Сахаров е награден с Нобелова награда за мир, приета от неговата жена.
- 1977 г. – В чест на 100-годишнината от освобождението на Плевен от османска власт в града е открита панорамата Плевенска епопея.
- 1981 г. – Общото събрание на ООН одобрява предложението на Пакистан за създаване на зона свободна от ядрени оръжия в Южна Азия.
- 1989 г. – В Чехословакия е избрано първото некомунистическо правителство, а президентът Густав Хусак подава оставка.
- 1999 г. – По време на срещата на ръководителите на държавите от ЕС в Хелзинки е взето решение за преговори с България за присъединяване.
- 2001 г. – Открит е спътникът Автоноя от екипа астрономи Скот Шепърд, Дейвид Джуит и Ян Клайн.
- 2005 г. – Самолетът при полет 1145 на „Сосолисо Еърлайнс“ се разбива на международното летище „Порт Харкорт“ в Нигерия и убива 108 души на борда.
- 2009 г. – Състои се премиерата на филма „Аватар“.
- Ежегодно – връчване на Нобеловите награди в Стокхолм и Осло.

## Родени
- 1610 г. – Адриан ван Остаде, нидерландски художник († 1685 г.)
- 1798 г. – Александър Брюлов, руски архитект и художник († 1877 г.)
- 1804 г. – Карл Густав Якоб Якоби, германски математик († 1851 г.)
- 1815 г. – Ада Лъвлейс, британска математичка († 1852 г.)
- 1822 г. – Цезар Франк, белгийско-френски композитор († 1890 г.)
- 1830 г. – Емили Дикинсън, американска поетеса († 1886 г.)
- 1874 г. – Никола Парапанов, български военен деец (+ 1937)
- 1883 г. – Андрей Вишински, руски и съветски политик, юрист († 1954 г.)
- 1883 г. – Христо Герчев, български общественик († 1966 г.)
- 1891 г. – Нели Закс, германска поетеса, Нобелов лауреат († 1970 г.)
- 1909 г. – Адалберт Антонов, български партизанин († 1942 г.)
- 1914 г. – Дороти Ламур, американска актриса († 1996 г.)
- 1920 г. – Станко Тодоров, министър-председател на България († 1996 г.)
- 1926 г. – Катя Зехирева, българска актриса († 2009 г.)
- 1930 г. – Асен Хаджиолов, български политик († 1996 г.)
- 1938 г. – Юрий Темирканов, руски диригент († 2023 г.)
- 1945 г. – Петър Гюзелев, български рок музикант, китарист в „Щурците“ († 2013 г.)
- 1948 г. – Абу Абас, палестински терорист († 2004 г.)
- 1948 г. – Иван Младенов, български режисьор
- 1954 г. – Любомир Михайловски, македонски политик и юрист
- 1955 г. – Ивайло Христов, български актьор
- 1955 г. – Ким Мехмети, македонски писател
- 1955 г. – Максим Бехар, български журналист
- 1957 г. – Иван Лебанов, български ски бегач
- 1958 г. – Веселин Михайлов, български футболист
- 1962 г. – Гриша Ганчев, български бизнесмен
- 1964 г. – Таисия Повалий, украинска актриса
- 1965 г. – Славчо Бинев, български бизнесмен
- 1972 г. – Брайън Молко, американски вокалист (Placebo)
- 1973 г. – Габриела Спаник, венецуелска актриса
- 1974 г. – Стефан А. Щерев, български артист
- 1976 г. – Методи Вълчев, български актьор
- 1980 г. – Масари, ливано-канадски изпълнител

## Починали
- 949 г. – Херман I, херцог на Швабия (* ? г.)
- 1041 г. – Михаил IV, византийски император (* 1010 г.)
- 1198 г. – Авероес, арабски философ (* 1126 г.)
- 1475 г. – Паоло Учело, флорентински художник (* 1397 г.)
- 1494 г. – Ханс Мемлинг, фламандски художник (* ок. 1435 г.)
- 1618 г. – Джулио Качини, италиански композитор (* 1551 г.)
- 1831 г. – Томас Йохан Зеебек, германски физик (* 1770 г.)
- 1850 г. – Юзеф Бем, полски генерал (* 1794 г.)
- 1851 г. – Карл Драйс, германски изобретател (* 1785 г.)
- 1865 г. – Леополд I, крал на Белгия (* 1790 г.)
- 1884 г. – Иван Степанович Крижин, руски топограф (* ? г.)
- 1889 г. – Лудвиг Анценгрубер, австрийски драматург (* 1839 г.)
- 1896 г. – Алфред Нобел, шведски химик (* 1833 г.)
- 1916 г. – Никола Петров, български художник (* 1881 г.)
- 1926 г. – Никола Пашич, министър-председател на Сърбия (* 1845 г.)
- 1928 г. – Чарлз Рене Макинтош, британски архитект (* 1868 г.)
- 1936 г. – Луиджи Пирандело, италиански писател, Нобелов лауреат (* 1867 г.)
- 1944 г. – Пол Отле, белгийски библиограф (* 1868 г.)
- 1944 г. – Тодор Чипев, български издател (* 1867 г.)
- 1967 г. – Отис Рединг, американски певец (* 1941 г.)
- 1986 г. – Кейт Улф, фолклорна певица (* 1942 г.)
- 1987 г. – Камен Зидаров, български поет (* 1902 г.)
- 1988 г. – Ричард Кастелано, американски актьор (* 1933 г.)
- 1999 г. – Франьо Туджман, хърватски политик (* 1922 г.)
- 2005 г. – Мери Джаксън, американска актриса (* 1910 г.)
- 2005 г. – Ричард Прайър, американски актьор (* 1940 г.)
- 2006 г. – Аугусто Пиночет, чилийски диктатор (* 1915 г.)
- 2006 г. – Цветан (Чочо) Владовски, български музикант (* 1956 г.)
- 2007 г. – Григорий Климов, руски писател (* 1918 г.)
- 2014 г. – Димитър Атанасов, български писател (* 1953 г.)

## Празници
- Плевен – Празник на града, Освобождението на Плевен от турско робство
- ООН – Ден на човешките права (от 1950 г.)
- Екваториална Гвинея, Камбоджа, Намибия, Кирибати, Търкс и Кайкос – Държавен празник на правата на човека
- Тайланд – Ден на Конституцията (от 1932 г.)
- ООН – Световен ден на футбола (за американците „soccer“).